# NGC 3041
NGC 3041 је спирална галаксија у сазвежђу Лав која се налази на NGC листи објеката дубоког неба.
Деклинација објекта је + 16° 40' 39" а ректасцензија 9h 53m 7,1s. Привидна величина (магнитуда) објекта NGC 3041 износи 11,7 а фотографска магнитуда 12,4. Налази се на удаљености од 22,8000 милиона парсека од Сунца. NGC 3041 је још познат и под ознакама UGC 5303, MCG 3-25-39, CGCG 92-68, IRAS 09503+1654, PGC 28485.